# Spectre de Sheldon

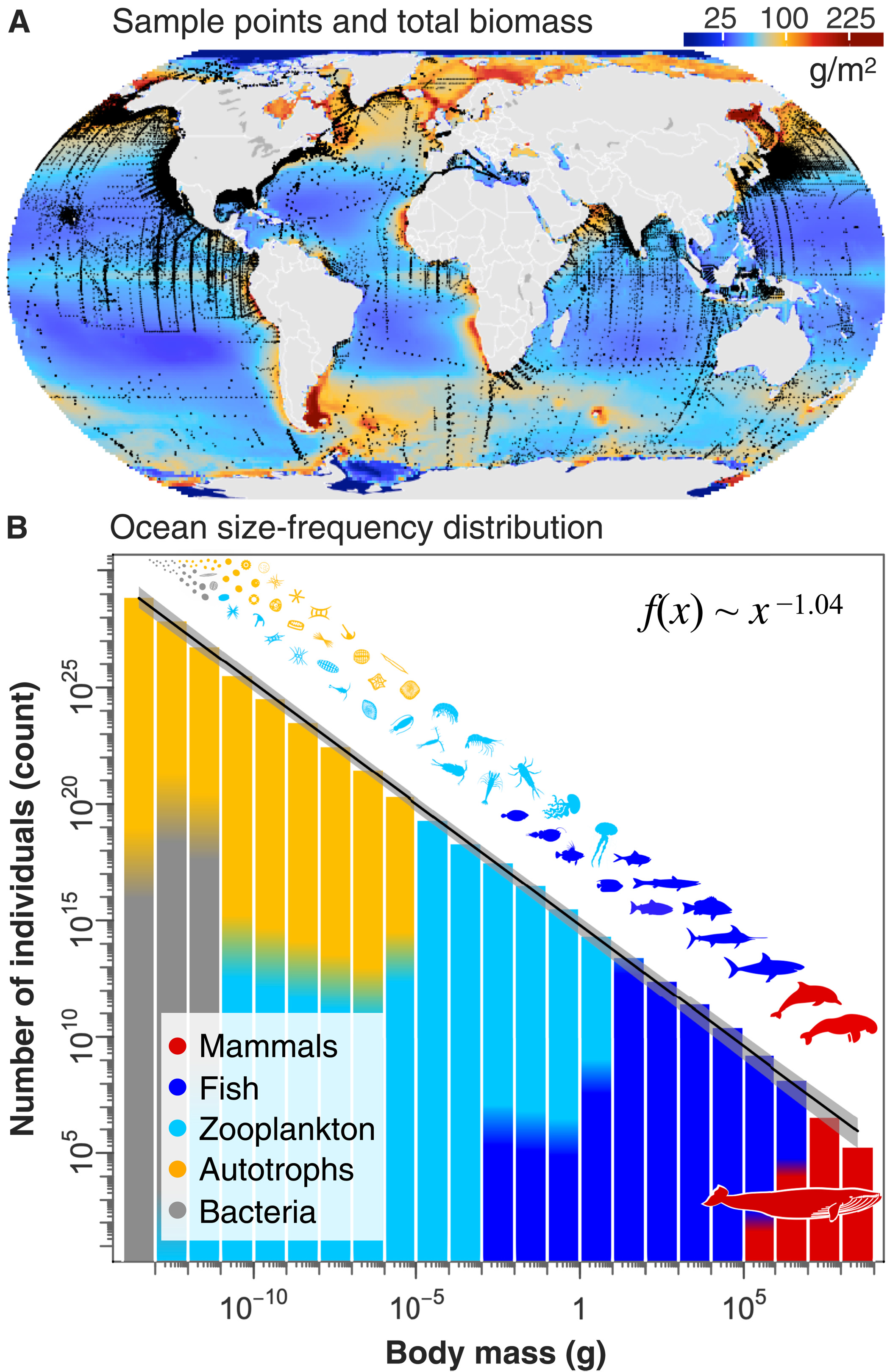
A: Les points cartographiés en noir sont n = 226 405 mesures de bactéries hétérotrophes et de zooplancton. Les autotrophes sont estimés à partir d'images satellitaires de la chlorophylle de surface et des poissons à partir de modèles de processus globaux limités par les données de capture. Les mammifères marins sont estimés à partir de la population mondiale d'espèces, et leur biomasse n'est pas incluse sur la carte. La biomasse (g/m2 ; poids humide) de chaque groupe est additionnée sur tous les groupes dans chaque région de 1° de l'océan (seule la biomasse dans les 200 m supérieurs est indiquée ici).
B: La biomasse totale de l'océan (poids humide) est répartie entre les classes de taille pertinentes (g, poids humide) pour chaque groupe afin d'estimer le spectre de taille global. Ceci est représenté par le nombre total d'individus dans chaque classe de taille d'ordre de grandeur sur les plateaux épipélagiques et continentaux de l'océan (supérieur ~ 200 m), donnant un exposant de -1,04 (IC à 95% : -1,05 à -1,02). La bande grise comprend une fourchette d'incertitude dans chaque classe de taille et l'incertitude dans la distribution de taille de chaque groupe.

Le spectre de Sheldon est un phénomène observé en biologie marine, démontrant une corrélation inverse entre la taille d'un organisme et son abondance dans l'océan.
Le spectre porte le nom de Ray Sheldon, un écologue marin à l' Institut océanographique de Bedford du Canada à Dartmouth, en Nouvelle-Écosse. Il rend compte pour la première fois de cette découverte à la fin des années 1960.
La règle de Sheldon est que la densité de la biomasse en fonction de la masse corporelle logarithmique est approximativement constante à différents ordres de grandeur.
Par exemple: le krill est un milliard de fois plus petit que le thon, mais il est un milliard de fois plus abondant dans l'océan.
Lorsque Sheldon et ses collègues analysent leurs échantillons de plancton par taille, ils ont observé que chaque tranche de taille contenait la même masse de créatures. Dans un seau d'eau de mer, par exemple, un tiers de la masse du plancton serait compris entre 1 et 10 micromètres, un autre tiers serait compris entre 10 et 100 micromètres, et un tiers serait compris entre 100 micromètres et 1 millimètre.
Pour compenser l'écart de taille, il y aurait une augmentation mathématiquement corrélative remarquablement précise du nombre d'organismes, de sorte que la biomasse totale resterait constante.
On craint que le comportement humain, comme la surpêche et la pollution de l'eau, ait modifié ce spectre de Sheldon pour les plus grandes espèces (mammifères marins, grands poissons), et on ne sait pas précisément quels seront les effets à long terme d'une telle altération à l'échelle planétaire.